# Dioscorea brachystachya
Dioscorea brachystachya är en enhjärtbladig växtart som beskrevs av Rodolfo Amando Philippi. Dioscorea brachystachya ingår i släktet Dioscorea och familjen Dioscoreaceae. Inga underarter finns listade i Catalogue of Life.